# Boulevard Murat
Koordinaten: 48° 51′ N, 2° 15′ O
Der Boulevard Murat ist eine 1.930 Meter lange und 40 Meter breite Straße im Quartier Auteuil des 16. Arrondissements von Paris.

## Lage
Der Boulevard beginnt am Place de la Porte d’Auteuil bzw. am Haus Nummer 83 der Rue d’Auteuil und endet an den Quais Saint-Exupéry und Louis Blériot. Dabei biegt er vor der Rue du Géneral Niox nach Nordosten ab bis zur Rue Daumier, um von hier ans Seineufer zu gelangen.
Mit der Metro kann man über die Station Saint-Philippe du Roule Linien   zur Straße gelangen. Außerdem fährt die Spezialline PC durch die Straße.

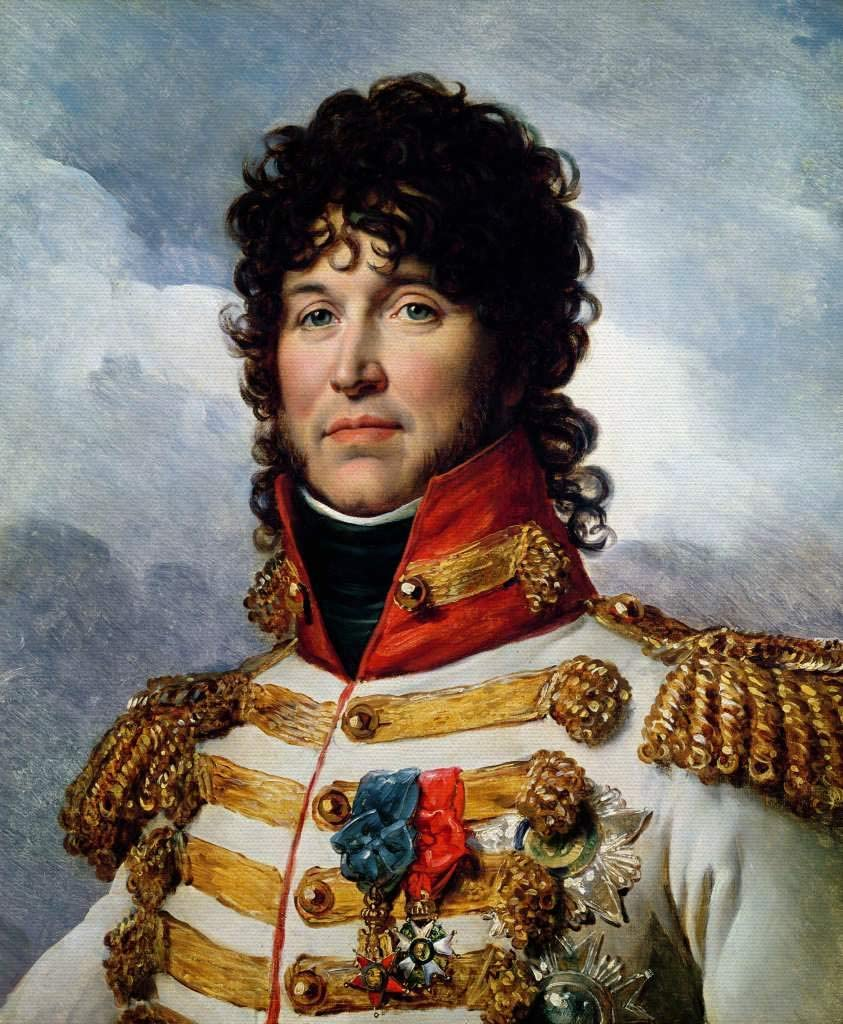
Le maréchal d’Empire Joachim Murat

## Namensursprung
Der offiziell am 23. Mai 1863 eröffnete Boulevard war vorher Teil einer breit angelegten Militärstraße und wurde benannt nach Joachim Murat (1767–1815), einem Marschall von Frankreich und Schwager Napoleons.

## Geschichte
Der Boulevard Murat ist Teil der Ringstraße Boulevards des Maréchaux, die ab 1861 entlang der ehemaligen Pariser Stadtmauer (hier der Abschnitt Thierssche Stadtbefestigung) anstelle der Rue Militaire geschaffen wurde. Den aktuellen Namen bekam sie am 2. März 1864.

## Sehenswürdigkeiten
- Nr. 95: Das 1912 im Auftrag der Brüder Perret vom Architekten Paul Guadet (1873–1931) errichtete Hôtel Guadet steht unter Denkmalschutz.[1]
- Nr. 101:  Auch dieses Haus ist zum Monument historique erklärt worden[2] und beherbergt heute die Fernsehproduktion Réservoir Prod.
- Nr. 122: Wohnung von Marcel Pagnol und Vladimir Nabokov[3]
- Nr. 149: Villa Sommeiller, die ehemalige Passage von 1885 wurde zur Privatstraße
- Nr. 151: Villa Dufresne, wurde 1885 zur Nachbarschaft der Villa Sommeiller gegründet
- Nr. 155: Villa Murat, die ehemalige Passage von 1881 wurde 1936 zur Privatstraße
- Nr. 159: Das 1956 von Jacques Carlu gebaute Haus war Wohnung von Pierre Granier-Deferre, ein französischer Filmregisseur und Drehbuchautor und Françoise Dorléac, eine französische Schauspielerin.